# Trietilenetetramina
La trietilenetetramina (TETA), nota anche come trientina, è un potente e selettivo chelante del rame. È un analogo strutturale dei composti poliamminici lineari spermidina e spermina. La TETA è stata sviluppata per la prima volta in Germania nel 1861 e le sue proprietà chelanti sono state riconosciute nel 1925. Inizialmente approvata dalla Food and Drug Administration nel 1985 come trattamento di seconda linea per la malattia di Wilson, attualmente la TETA è indicata per il trattamento degli adulti con malattia di Wilson stabile che hanno eliminato il rame dal corpo e sono tolleranti alla penicillamina.
La TETA è stata oggetto di studi clinici per il trattamento dello scompenso cardiaco nei pazienti con diabete.

## Farmacologia

### Indicazione d'uso
La trietilentetramina è dimostrato che riduce l'accumulo eccessivo di rame nel corpo e migliora i sintomi della malattia di Wilson. In studi su ratti affetti da diabete mellito, l'amministrazione endovenosa di TETA ha mostrato un aumento dell'escrezione urinaria di rame, dipendente dalla dose.

### Farmacodinamica
In studi preliminari, si è osservato che la trietilentetramina migliora l'ipertrofia ventricolare sinistra sia negli esseri umani che negli animali affetti da diabete. Nei modelli animali, la trietilentetramina ha dimostrato di invertire le manifestazioni di nefropatia diabetica, inclusa la nefromegalìa, la fibrosi renale, la glomerulosclerosi e l'albuminuria, senza abbassare l'iperglicemia. Questa scoperta potrebbe essere spiegata dal fatto che la TETA chela i cationi di rame, che sono pro-ossidanti e attivano vie che producono eccessive specie reattive dell'ossigeno che causano lesioni ai tessuti.
La trietilentetramina ha dimostrato di possedere proprietà anti-angiogeniche, poiché il rame è un elemento essenziale per l'angiogenesi nelle cellule tumorali. È stato anche osservato che la trietilentetramina inibisce la telomerasi, suggerendo che possa esercitare un effetto inibitorio o citotossico sulla crescita tumorale. Sulla base di queste prime scoperte è stata studiata per i suoi effetti anticancro.

### Meccanismo d'azione
La malattia di Wilson è un disturbo genetico autosomico recessivo che porta all'accumulo di rame nei tessuti. È caratterizzata da una serie di sintomi neurologici o psichiatrici, oltre a malattie del fegato. Uno dei trattamenti per la malattia di Wilson è l'uso di agenti chelanti del rame, come la trietilentetramina. La trietilentetramina forma un complesso stabile con il rame, che viene poi facilmente eliminato attraverso l'escrezione urinaria. La trietilentetramina chela anche il rame nel tratto intestinale, riducendo l'assorbimento intestinale di rame dell'80%. La trietilentetramina e il suo metabolita, l'N1-acetiltrietilentetramina (MAT), sono anche in grado di legare il ferro bivalente, lo zinco bivalente, il magnesio e il manganese.

### Assorbimento
La trietilentetramina viene scarsamente assorbita dal tratto gastrointestinale, con una biodisponibilità orale che varia dal 6% all'18%. La trietilentetramina ha il potenziale per chelare cationi diversi dal rame presenti negli integratori minerali e in altri farmaci per via orale, causando un assorbimento alterato dei farmaci; pertanto, dovrebbe essere somministrata almeno un'ora dopo l'assunzione di tali farmaci.
Il valore mediano di Tmax varia da 1,25 a 2 ore. La Cmax media (± SD) della trietilentetramina è stata di 2030 ± 981 ng/mL dopo somministrazione orale di 900 mg di TETA e di 3430 ± 1480 ng/mL dopo somministrazione di 1500 mg di trietilentetramina. L'esposizione sistemica (AUC) aumenta in modo dose-proporzionale nell'intervallo da 900 mg a 1500 mg di TETA. La media dell'AUCinf (± SD) è stata di 9750 ± 4910 ng·h/mL a 900 mg e di 17200 ± 9470 ng·h/mL a 1500 mg.

#### Volume di distribuzione
Il farmaco è ampiamente distribuito nei tessuti, con concentrazioni relativamente elevate misurate nel fegato, nel cuore e nel rene. Il farmaco si è dimostrato incline all'accumulo in svariati altri tessuti dell'organismo. In volontari adulti sani che hanno ricevuto capsule orali, il volume apparente di distribuzione allo stato stazionario è stato di 645 L.

#### Legame con le proteine
I valori di legame con le proteine plasmatiche non risultano attualmente disponibili.

### Metabolismo
La maggior parte del farmaco assorbito viene ampiamente metabolizzato in aceti-metaboliti. La trietilentetramina subisce l'acetilazione mediata dalla diamina acetiltransferasi, nota anche come spermidina/spermina N1-acetiltranferasi, per formare due importanti metaboliti attivi, N1-acetiltrietilentetramina (MAT) e N1,N10-diacetiltrietilentetramina (DAT). L'attività chelante di MAT è significativamente inferiore a quella della TETA.

### Eliminazione
La TETA e i suoi metaboliti, MAT e DAT, vengono principalmente eliminati attraverso l'urina. Approssimativamente meno dell'1% della dose somministrata viene escreta renale come farmaco non modificato entro le prime sei ore dalla somministrazione. Circa l'8% della dose viene escreta come due importanti metaboliti della TETA, MAT e DAT. L'escrezione urinaria dei metaboliti avviene più tardi rispetto all'escrezione del farmaco madre non modificato e continua per 26 ore o più.

#### Emivita
La emivita terminale media (t1/2) è variata da 13,8 a 16,5 ore.

#### Clearance
In volontari adulti sani a cui somministrate capsule orali di TETA, la clearance totale orale è stata di 69,5 L/h.

### Tossicità
La dose letale DL50 orale è stata di 2500 mg/kg nei ratti. La DL50 cutanea è stata di 550 mg/kg nei conigli.
Sono stati segnalati occasionali casi di sovradosaggio di trientina. Un'elevata dose di sovradosaggio di 60 g di cloridrato di trientina ha causato nausea, vomito, vertigini, lieve lesione renale acuta, ipofosfatemia lieve, bassi livelli di zinco sierico e bassi livelli di rame sierico. Il miglioramento clinico del paziente affetto da sovradosaggio tramite terapia di supporto con idratazione endovenosa. Non esiste un antidoto per un sovradosaggio acuto di trientina e l'uso cronico di trientina a dosi superiori alla dose massima consigliata ha causato anemia sideroblastica.